# Szymanów (okres Svídnice)
Szymanów je vesnice na jihu Polska v Dolnoslezském vojvodství. Je součástí vesnické gminy Dobromierz v okrese Svídnice. Nachází se jihozápadně od města Strzegom. Vesnice má podlouhlý charakter, středem prochází silnice. V jižní části se nachází zámek se zahradou.

## Galerie

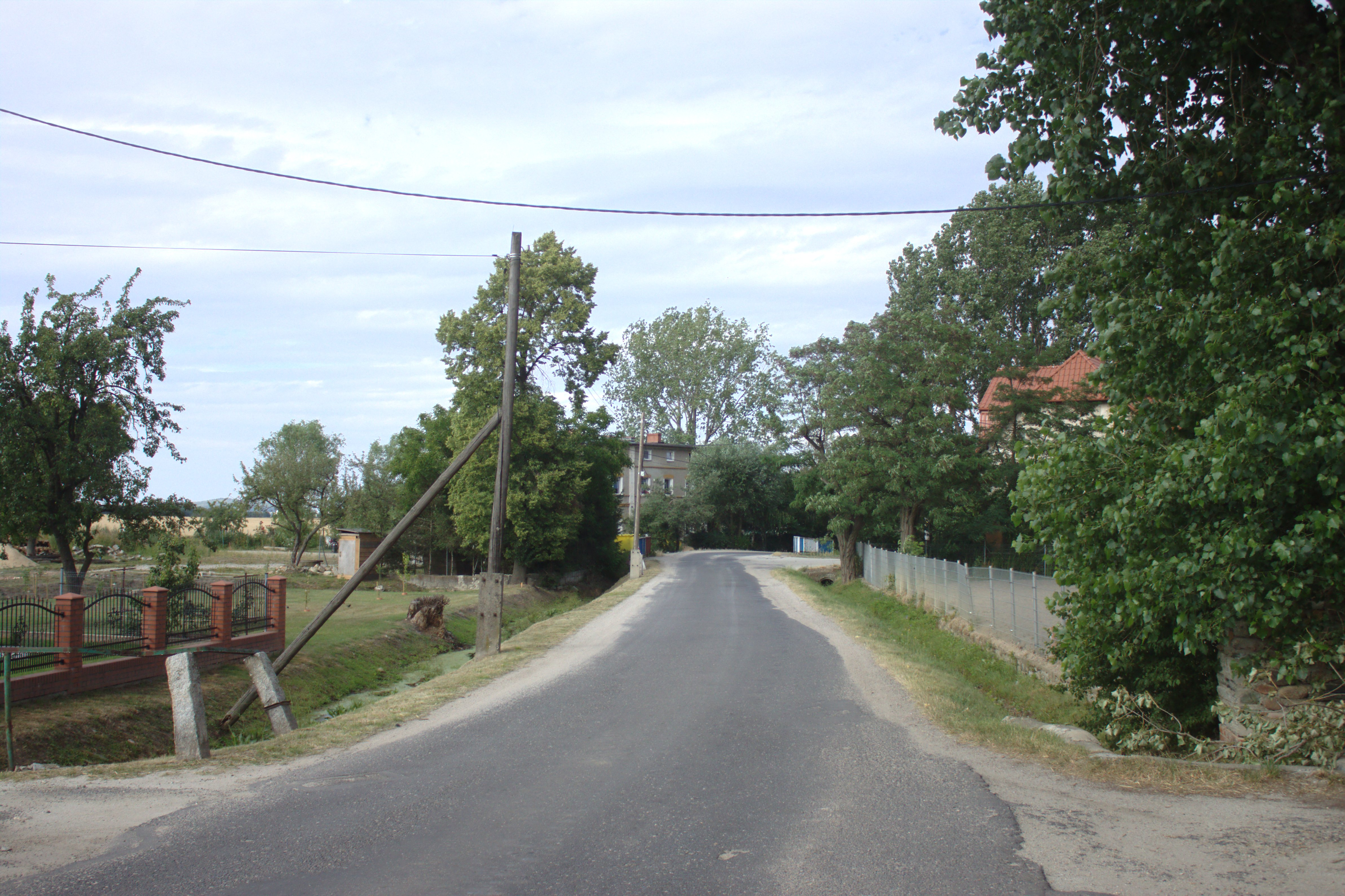
Silnice
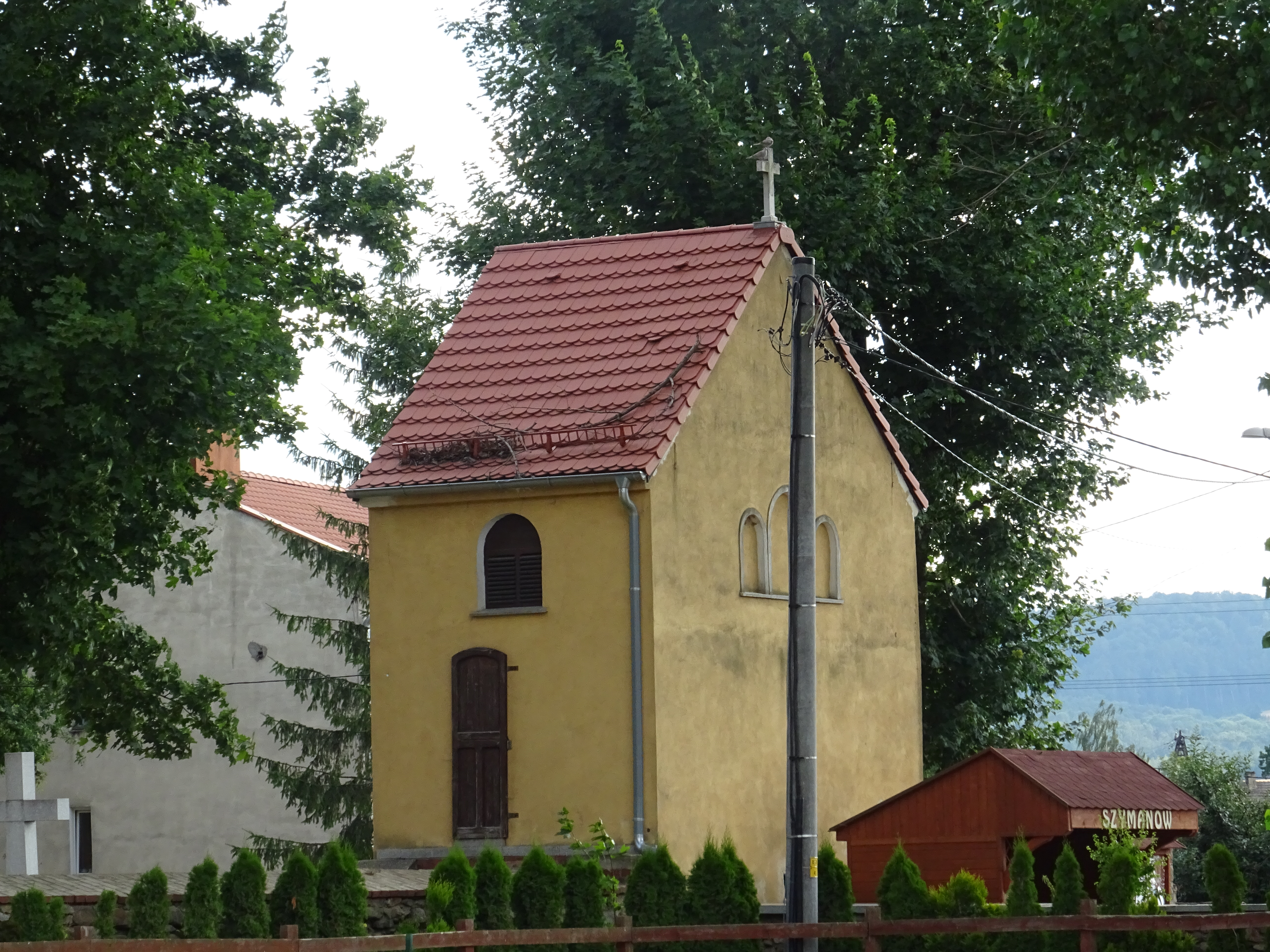
Kaple
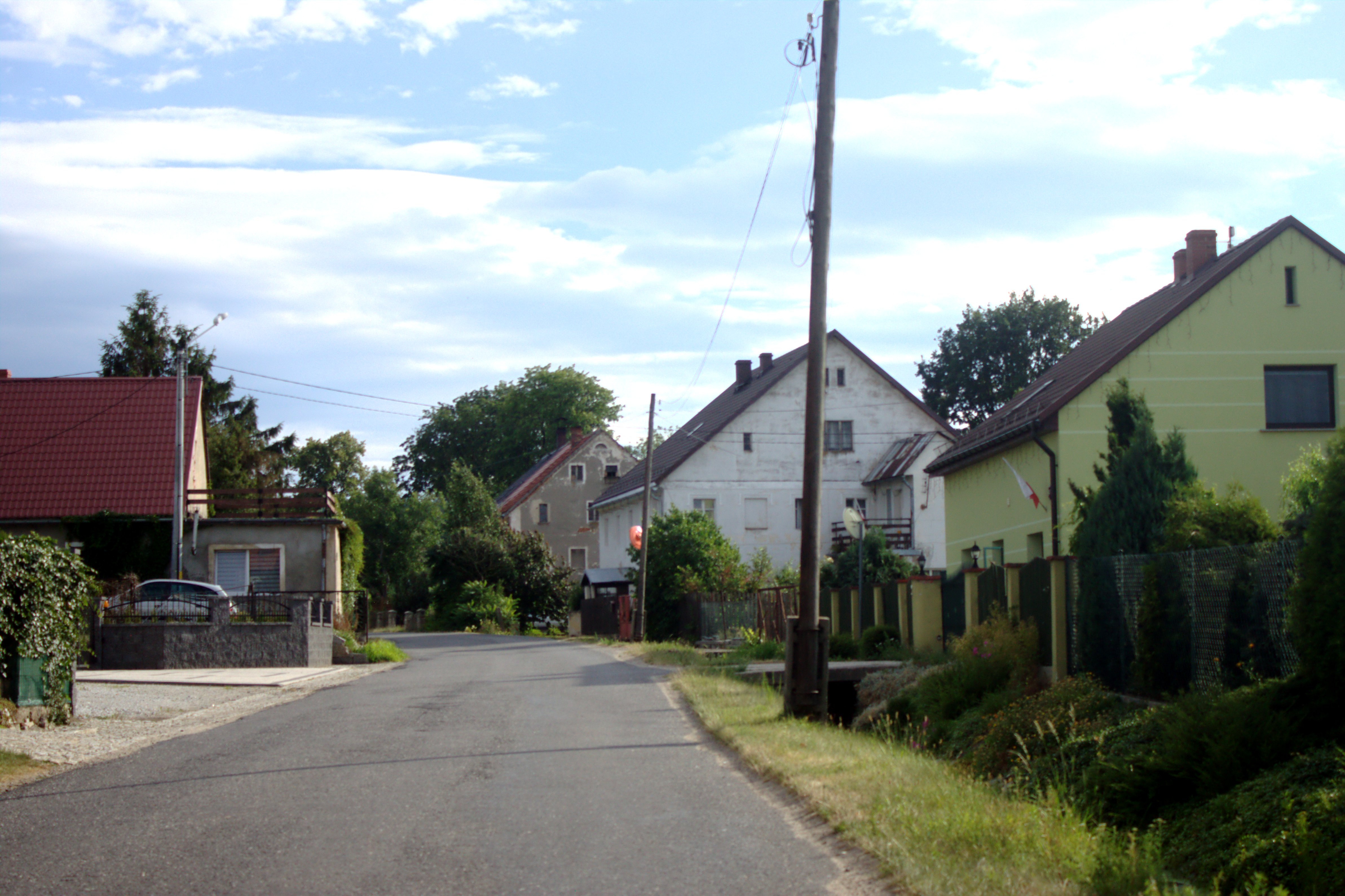
Domy u cesty
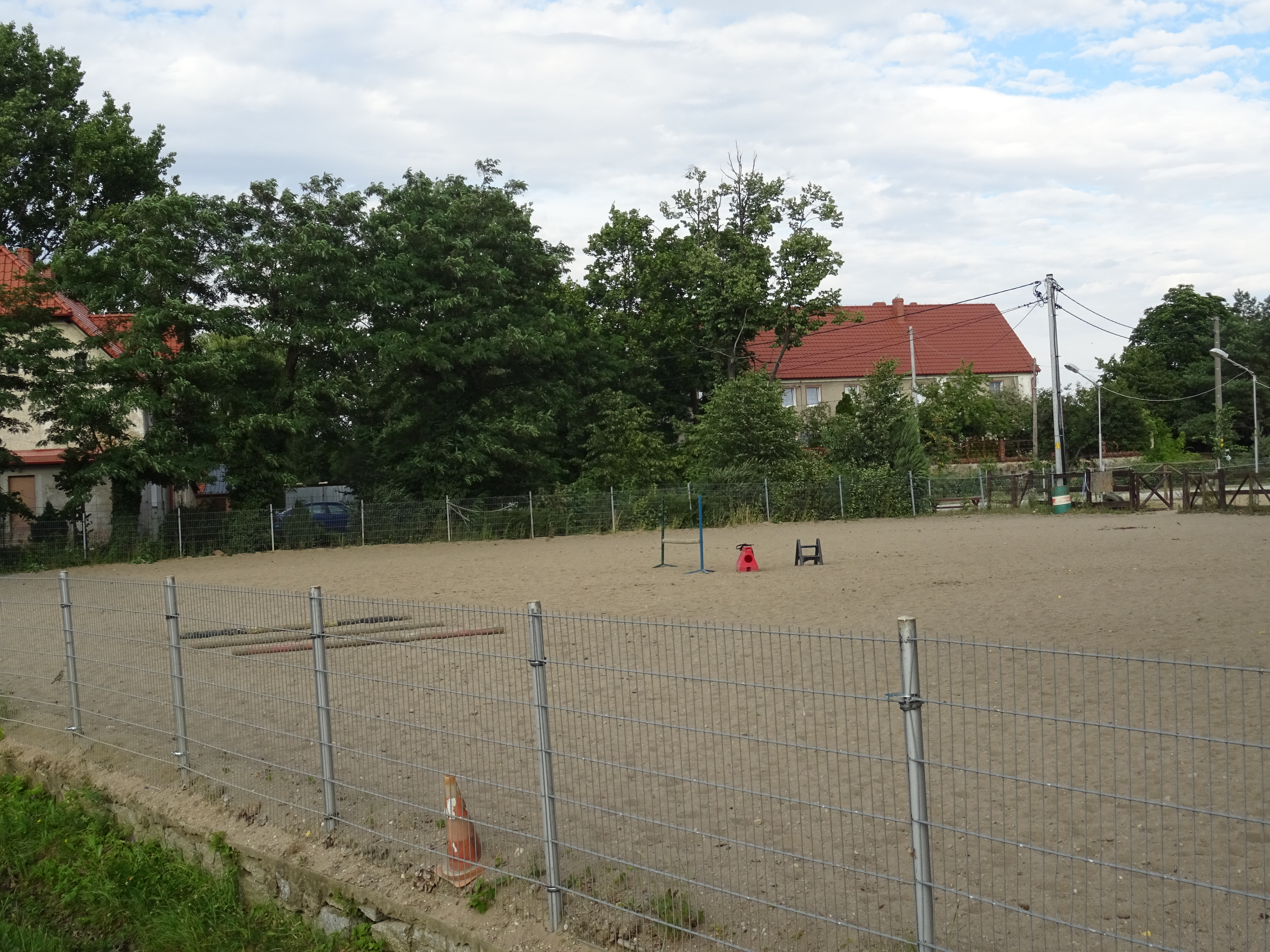
Hřiště